# Wärtsilä-Sulzer RTA96-C
Wärtsilä-Sulzer RTA96-C är huvudnamnet på en serie motorer med rak cylinderrad. De tillverkas med mellan 6 och 14 cylindrar. 14RT-flex96C är världens första fjortoncylindriga tvåtakts dieselmotor för fartyg. Radmotorn ger 108 920 hästkrafter vid 102 RPM. Motorn har common rail-teknik och har elektroniskt styrd insprutning, vilket ger mindre utsläpp och stadigare gång. Motorn är designad av Wärtsilä och byggs på licens av Doosan Engine Co., Ltd. i Korea. Emma Maersk var det första fartyget att utrustas med den största modellen, 14RT-flex96C.  
Motorn har ett WHR-system (waste heat recovery) som leder in avgaserna i ett rörsystem där vatten upphettas och förångas. Ångan leds sedan under högt tryck till ett antal ångturbiner som driver en generator. Därmed kan skeppet förses med elektricitet. Motorn använder insugningsluft som leds in via yttre luftintag och använder alltså inte luften från maskinrummet, detta för att få ner insugstemperaturen och därmed öka motorns verkningsgrad.

## Tekniska data
Cylinderdiametern är ca 960 mm och slaglängden är ca 2 500 mm. Den sammanlagda slagvolymen blir ca 25 m3.
Vevaxeln roterar med 92–102 varv per minut och kolven har en medelhastighet på 8,5 m/s. 
Den största, 14RT-flex96C,  väger 2300 ton och har en effekt på 80 080 kW, 108 920 hästkrafter. Vridmomentet är som bäst 7 604 000 Nm.